# Джесси Колтер
Дже́сси Ко́лтер (англ. Jessi Colter, наст. имя: Miriam Johnson; род. 25 мая 1943) — американская певица в стиле кантри.
Была замужем за Дуэйном Эдди (первый муж, вышла замуж в 1962 году, ещё будучи тинейджером; развелись они в 1968-м) и Вейлоном Дженнингзом (с 1969 года и вплоть до смерти Дженнингса в 2002 году).
Псевдоним она взяла у своего предка Джесса Колтера, который был грабителем поездов и фальшивомонетчиком и даже был в банде с Фрэнком и Джесси Джеймсами.
Как пишет музыкальный сайт AllMusic, «наверное, наиболее известная совместно со своим мужем Вейлоном Дженнингзом, Джесси Колтер была одной из немногих женщин в банде „внезаконного кантри“» и «единственным значительным автором-исполнителем женского пола, возникшим из этого самого движения „внезаконного кантри“ середины 1970-х годов».
Прорывом к коммерческому успеху стал для неё сингл 1976 года «I’m Not Lisa» (с альбома I’m Jessi Colter), поднявшийся поднялся на 1 место в кантри-чарте «Билборда» и на 5 место в главном американском поп-чарте Billboard Hot 100.

## Дискография
См. статью «Jessi Colter discography» в английском разделе.
Студийные альбомы
- 1970: A Country Star is Born
- 1975: I'm Jessi Colter
- 1976: Jessi
- 1976: Diamond in the Rough
- 1977: Mirriam
- 1978: That's the Way a Cowboy Rocks and Rolls
- 1981: Ridin' Shotgun
- 1984: Rock and Roll Lullaby
- 1996: Jessi Colter Sings Just for Kids: Songs from Around the World
- 2006: Out of the Ashes